# Класа секутића
Класa секутића је део примарнe дентиције коју карактерише присуство цервикалног гребена — сагитално издужене елевације у цервикалној трећини лабијалне и оралне површине зуба.

## Морфологија секутића
Како би се уочили и описали, а затим и (цртањем или моделовањем) репродуковали анатомско-морфолошки детаљи једног зуба, посебно се посматра: круна, врат и корен зуба.
На круни зуба се разликују четири, односно пет површина. Морфолошки изглед једне од површина или ивица круна зуба најповољније се сагледава посматрањем зуба са разних аспеката и праваца.
Правци посматрања
Правци посматрања, односно разни смерови посматрања зуба могу бити:
- инцизо-цервикални правац (код предњих зуба);
- оклузо-цервикални правац (код бочних зуба).

Када се ови правци подударају са уздужном осом зуба, предње и бочни зуби се посматрају у:
- аксијалном правацу;
- мезио-дисталном правцу;
- вестибулооралном правацу

При чему сви наведени правци посматрања могу имати два смера.
Аспекти посматрања
Поред посматрања из разних праваца зуб се може посматрати и са следећих аспеката:
- вестибуларни аспект,
- орални аспект,
- мезијални и дистални аспект
- инцизални аспект.

### Величина зуба
Мерењем мезио-дисталне и вестибулу-оралне ширине зуба у разним тачкама, као и мерењем оклузо-апикалне дужине добија се величина зуба. Величина зуба зависи од:
- пола,
- расе,
- наследних фактора.

Правилно развијени зуби чине склад и њихова величина изражава се у милиметрима.

## Анатомија
У сталној дентицији постоји осам секутића, по четири у сваком денталном луку. То су први и други зуб од медијалне линије (средње линије лица) у сва четири квадранта и са очњацима чине групу предњих зуба (лат. dentes anteriores s. intercanini).
Класи секутића припадају:
- први горњи секутић (лат. dens incisivus primus s. medialis superior dexter et sinister);
- други горњи секутић (лат. dens incisivus secundus s. lateralis superior dexter et sinister);
- први доњи секутић (лат. dens incisivus primus s. medialis inferior dexter et sinister);
- други доњи секутић (лат. dens incisivus secundus s. lateralis inferior dexter et sinister).

Зуби интерканине регије
Зуби интерканине регије су:
- централни секутић (први секутић уз медијалну линију),
- латерални секутић (други секутић од медијлане линије).

Пошто у сваком квадранту има по два зуба, који заузимају простор десно и лево од медијалне линије, између очњака, укупно их је осам.
Функције хумане дентиције
Секутићи као група учествују у све три функције хумане дентиције: мастикацији, фонетици и естетици. Секутићи имају много већу улогу у фонетици и естетици него остале групе зуба.
- Мастикација: У овој функцији секутићи представљају сечиво дентиције, учествују у сечењу и резању хране на делове погодне за жвакање. Горњи секутићи представљају фиксно, а доњи покретно сечиво дентиције.
- Естетика: У овој функцији секутићи не само да својом величином, обликом, бојом и распоредом директно утичу на изглед особе, већ обезбеђују потребан ослонац за усне и лице, коме дају лепоту осмеху.
- Фонетика: У овој функцији секутићи су неоходни за правилан изговор неких консонаната (лабиодентални: ф, в; дентални: т, д; лингво-дентални: с, ц, з).

Обележја круне секутића
Круну секутића од круне других зуба (атрибути класе) разликују пет главних обележја:
1. Инцизална ивица: равна сечна ивица или површина очњака са једном квржицом битно се разликују од сечне ивице бочних зуба са више квржица.
2. Кумулуси: овалне екстензије глеђи на новоинзниклим секутићима, на њиховом инцизалном гребену, и најчешће их има три. Кумулуси су раздвојени плитким браздама које прелазе и на лабијалну површину где се у инцизалној трећини губе. Често су регуларни по броју, облику и степену изражености (проминенцији). После извесног времена, за време активне оклузије, обично се губе. Понекад кумулуси остају да презистирају код одраслих особа као секутићи нису у функционалној оклузији.
3. Положај зуба и нагиб маргиналних гребена: у супротности са аналогним гребенима бочних зуба (не и очњака). Код секутића маргинални гребени чине мезијалну и дисталну границу лингвалне површине и мање или више су паралелни са уздужном осом зуба. Код бочних зуба ови гребени чине мезијалну и дисталну границу оклузалне површине, која је скоро под правим углом у осносу на осу зуба.
4. Лингвална јама: орална је површина круне секутића која има удубљење у инцизалној и средњој трећини. Очњаци на лингвалној површини имају гребен и стога две јаме, а бочни зуби две или више јамица на оклузалној површини.
5. Цингулум: цервикални је део лингвалне површине и он је конвексан. Овај конвекситет је назван цингулум и јаче је изражен код очњака него код секутића, док бочни зуби не показују аналогну структуру.

### Горњи секутићи
Горњи секутићи, у поређењу са доњим, имају у целини већу круну, посебно у мезио-дисталном правцу. Круна првог горњег секутића обично је много већа од круне другог горњег секутића. Круна другог секутића је обично слична облику првог секутића.

### Доњи секутићи
Доњи секутићи су најједноставнији и са најмање варијација од свих зуба у устима. Они су такође најмањи стални зуби. Централни секутић је нешто мањи од спољашњег. У поређењу са горњим секутићима, круне доњих секутића су релативно дуже и знатно уже у проксималном правцу. Доњи секутић представљају „покретно сочиво” — дентиције.

## Споњашње везе
|  | Молимо Вас, обратите пажњу на важно упозорење у вези са темама из области медицине (здравља). |